# پیشگویی (فیلم ۱۹۷۹)
پیشگویی (به انگلیسی: Prophecy) محصول ۱۹۷۹ فیلمی علمی تخیلی-ترسناک به کارگردانی جان فرانکن‌هایمر و نوشته دیوید سلتزر است که بازیگرانی چون رابرت فاکسوورث، تالیا شایر و آرماند آسانت بازی می‌کنند.

## داستان فیلم
دکتر رابرت ورن، که به طبابت در محله فقیر واشینگتن می‌پردازد توسط یک مؤسسه حفاظت دولتی برای بررسی دربارهٔ تأثیر عواقب بالقوه زیست‌محیطی یک کارخانه کاغذ و خمیر کاغذ بر یک جنگل واقع شده در شهرستان آندروسکوجین در ایالت مین مشغول به کار می‌شود. ورن به محض ورودش، با همسرش مگی، او تنش موجود بین کارگران کارخانه و سرخپوستان منطقه را که صنعت را باعث نابودی جنگل روستایشان و کودکانی که با نقص مادرزادی به دنیا می‌آیند می‌دانند، مشاهده می‌کند. رابرت به زودی متوجه جیوه درون آب رودخانه که کارخانه را تغذیه می‌کند می‌شود؛ و همین ماده جهش‌زا سبب ناهنجاری‌های مادرزادی در نوزادان می‌شود. علاوه بر این ورن و دیگران بایستی با یک خرس بزرگ جهش یافته که توسط سرخپوستان Kathadin نامیده می‌شود دست و پنجه نرم کنند.